# حالا لذت ببر
حالا لذت ببر (به انگلیسی: Now the fun begins) فیلمی به زبان هندی محصول سال ۱۹۸۴ به کارگردانی پانکوج پاراشار با بازی آلوک نات، فاروغ شیخ و آنیتا راج است.